# Władysław Deik
Władysław Deik (ur. 16 maja 1901 w Smołdzinie, zm. 12 listopada 1986 w Gdańsku) – sierżant rezerwy WP, chorąży ludowego Wojska Polskiego, obrońca Westerplatte.

## Życiorys
Syn rolników Augustyna i Julianny z Selów. Po ukończeniu czterech oddziałów szkoły powszechnej, pomagał rodzicom w gospodarstwie. W latach 1921–1923 odbył służbę wojskową w 1 pułku ułanów krechowieckich w Augustowie. Mimo stopnia podoficerskiego, postanowił wrócić do cywila. Był początkowo bezrobotny, później pracował dorywczo jako cieśla w gdańskich firmach budowlanych. Zdobył drugi zawód – kierowcy samochodowego – lecz nadal nie miał stałej pracy.
W 1937 został zatrudniony na Westerplatte jako pracownik cywilny. Brał udział w obronie Westerplatte w obrębie toru kolejowego nad kanałem jako dowódca placówek „Deika” i „Tor kolejowy”. Po kapitulacji, jako jeniec, został skierowany przez Niemców do porządkowania terenu placówki. Na terenie Gdańska w różnych firmach budowlanych pracował do 1942. Dobrowolnie zgłosił się do pracy w głębi Niemiec. Przez cztery miesiące pracował na terenie Berlina, następnie skierowany został w ramach Organization Todt na front wschodni. Jesienią 1944 wraz z cofającymi się oddziałami niemieckimi dotarł do Czechosłowacji. Stamtąd w lipcu 1945 powrócił do Gdańska. Po wojnie pracował jako kierowca autobusowy w PKS-ie i udzielał się społecznie. Był żonaty i miał córkę. Został również awansowany do stopnia chorążego w stanie spoczynku.
Został pochowany na Cmentarzu Srebrzysko (rejon VII, taras IV, rząd 1, grób 43).

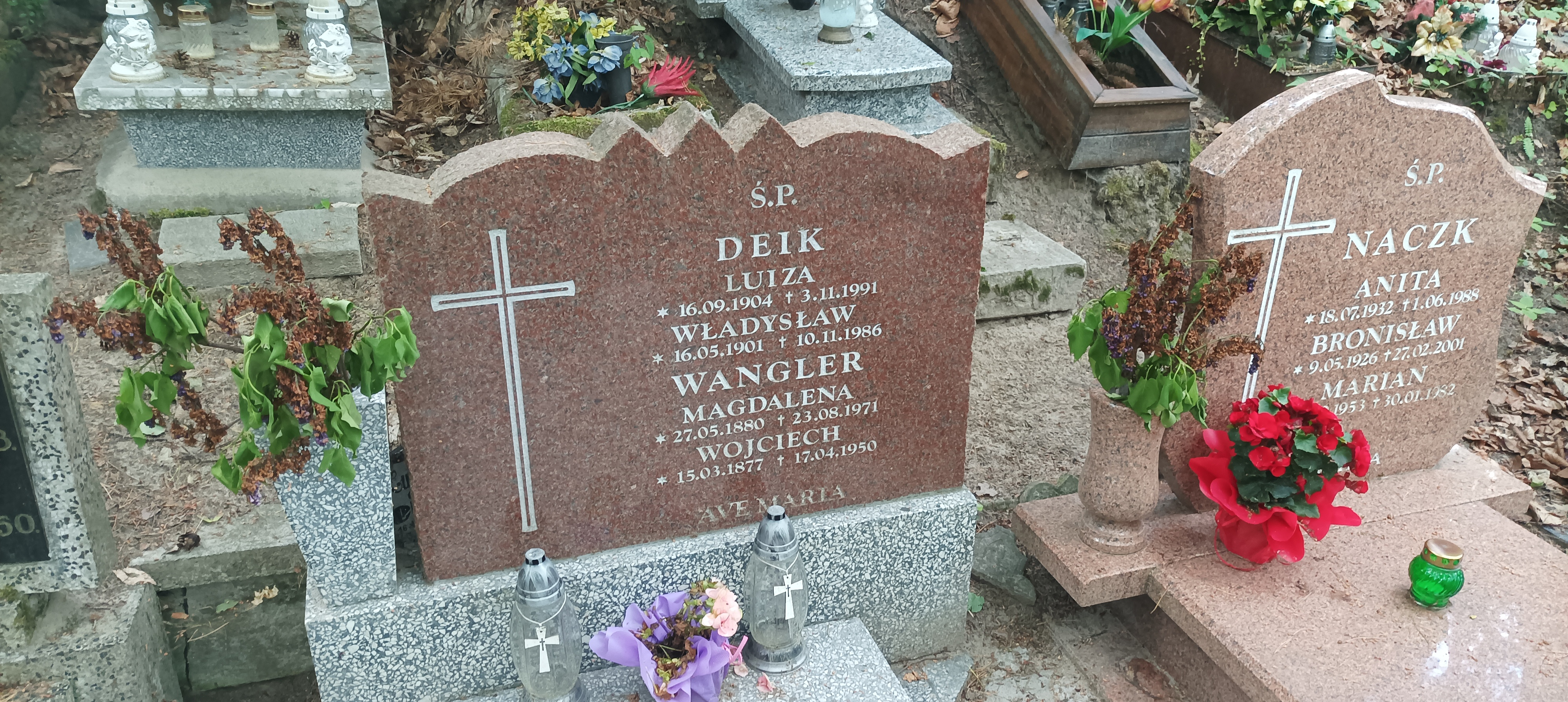
Grób Władysława Deika na Cmentarzu Srebrzysko

## Ordery i odznaczenia
- Medal za Odrę, Nysę i Bałtyk (1945)[3]
- Srebrny Krzyż Orderu Virtuti Militari
- Srebrny Medal „Zasłużonym na Polu Chwały” (1960)[3]
- Odznaka Grunwaldzka (1960)[3]
- Odznaka honorowa „Za zasługi dla Miasta Gdańska”[3]
- Krzyż Kawalerski Orderu Odrodzenia Polski (1967)[3]
- Medal „Za udział w wojnie obronnej 1939” (1982)[3]

## Upamiętnienie
W filmie Tajemnica Westerplatte (2013) w postać sierż. Władysława Deika wcielił się aktor Tomasz Sobczak.